# دهستان ساما
دهستان ساما (به لاتین: Sama Gewog) یک دهستان در کشور بوتان است که در ناحیهٔ ها واقع شده‌است.